# Längflue
Längflue är en bergstopp i Schweiz.   Den ligger i distriktet Visp och kantonen Valais, i den södra delen av landet, 100 km söder om huvudstaden Bern. Toppen på Längflue är 2 867 meter över havet.
Terrängen runt Längflue är mycket bergig. Närmaste större samhälle är Zermatt, 13,6 km sydväst om Längflue. 
Trakten runt Längflue består i huvudsak av gräsmarker. Runt Längflue är det mycket glesbefolkat, med 6 invånare per kvadratkilometer.